# Eccsi
Az eccsi (japán írással: エッチ) anime vagy manga enyhén szexuális, erotikus tartalommal. A szó eredeti jelentése illetlen, buja. Nem nyílt szexualitásról van itt szó, mint a hentai esetében, inkább a humoros, gyakran félreérthető jelenetek állnak a központban.
A szó a hentai kezdőbetűjének, a H-nak az angol kiejtéséből származik, annak japánosan leírt változata. A japán fiatalok az 1950-es években kezdték el használni ezt a kifejezést, akkor még a hentai szinonímájaként, önálló jelentését később nyerte el. Kifejlődését az is elősegítette, hogy a háború utáni időszakban a nemi szervek konkrét ábrázolását obszcénnek nyilvánították és törvényileg cenzúrázták.